# Hippopsicon rugicolle
Hippopsicon rugicolle är en skalbaggsart som beskrevs av Stefan von Breuning 1940. Hippopsicon rugicolle ingår i släktet Hippopsicon och familjen långhorningar.
Artens utbredningsområde är Rwanda. Inga underarter finns listade i Catalogue of Life.